# Wiener Prater
Wiener Prater – park publiczny (600 ha) w Wiedniu, położony między Dunajem a Kanałem Dunajskim. Niegdyś były to tereny łowieckie Habsburgów, które cesarz Józef II udostępnił publiczności w 1766 r. Jego nazwa pochodzi od łacińskiego słowa pratum, co oznacza tyle co łąki. Jest to popularny ośrodek wypoczynkowo-sportowy.

## Wurstelprater
Miejsce zabaw i spotkań jest nazywane Wurstelprater. Znajduje się tutaj lunapark, do którego atrakcji należą m.in. kolejki górskie, domy strachu, karuzele oraz kolejka parkowa Liliputbahn. Przy wejściu do parku stoi jeden z najstarszych diabelskich młynów – Wiener Riesenrad – o wysokości niecałych 65 m.
Park jest otwarty od marca do października. Kilka atrakcji, takich jak restauracje i budki z jedzeniem, jest otwartych przez cały rok. Park można odwiedzać bezpłatnie. Cena za bilet na poszczególne atrakcje wynosi od 1 do 15 euro.

### Kolejki górskie

#### Zlikwidowane
Na rok 2025 z 43 zbudowanych w historii parku kolejek górskich 26 zostało zlikwidowanych:
| #  | Nazwa              | Producent         | Data otwarcia   | Data zamknięcia  | Typ                      | Wysokość [m] | Prędkość [km/h] | Właściciel            | Źródło |
| -- | ------------------ | ----------------- | --------------- | ---------------- | ------------------------ | ------------ | --------------- | --------------------- | ------ |
| 1  | Wasserrutschbahn   | ?                 | 1899            | 1902             | drewniana                | ?            | ?               | ?                     | [ 3 ]  |
| 2  | Luna-Bahn          | ?                 | 1910            | 1911             | drewniana                | ?            | ?               | ?                     | [ 4 ]  |
| 3  | Achterbahn         | ?                 | 1920            | 1927             | drewniana                | ?            | ?               | ?                     | [ 5 ]  |
| 4  | Niagara-Wasserbahn | ?                 | 1928            | 1931             | drewniana                | ?            | ?               | ?                     | [ 6 ]  |
| 5  | Hoschaubahn        | LaMarcus Thompson | 1909            | 1944             | drewniana                | ?            | ?               | ?                     | [ 7 ]  |
| 6  | Flugbahn           | ?                 | 1935            | 1945             | drewniana                | ?            | ?               | ?                     | [ 8 ]  |
| 7  | Rodelbahn          | ?                 | 1940            | 1959             | drewniana                | ?            | ?               | ?                     | [ 9 ]  |
| 8  | Loopingbahn        | ?                 | 1948            | 1950 (?)         | drewniana                | ?            | ?               | ?                     | [ 10 ] |
| 9  | Hochbahn           | ?                 | 1953            | 1965             | drewniana                | ?            | ?               | ?                     | [ 11 ] |
| 10 | Einschienenbahn    | ?                 | 1955            | 1969             | drewniana                | ?            | ?               | ?                     | [ 12 ] |
| 11 | Düsenspirale       | Schwarzkopf       | 1964            | 1968             | stalowa rodzinna         | 8,5          | 40,0            | Löffelhardt           | [ 13 ] |
| 12 | Hochbahn           | Pinfari           | 1966            | 1977             | stalowa rodzinna         | ?            | ?               | ?                     | [ 14 ] |
| 13 | Jet-Star II        | Schwarzkopf       | 1972            | 1980             | stalowa rodzinna         | ?            | ?               | ?                     | [ 15 ] |
| 14 | Vierer-Bob         | Zierer            | 1978            | 1978             | stalowa rodzinna         | ?            | ?               | ?                     | [ 16 ] |
| 15 | Wiener Looping     | Schwarzkopf       | 1982            | 1982             | stalowy shuttle coaster  | 39,9         | 80,5            | ?                     | [ 17 ] |
| 16 | Speeedy Gonzales   | Vekoma            | 1985            | 1987             | stalowa rodzinna         | 17,1         | ?               | ?                     | [ 18 ] |
| 17 | Cortina Bob        | Schwarzkopf       | 1969            | 1993             | stalowa rodzinna         | 13,5         | 50,0            | ?                     | [ 19 ] |
| 18 | Looping Bahn       | Pinfari           | 1979            | 1996             | stalowa                  | 11,0         | ?               | ?                     | [ 20 ] |
| 19 | Hochbahn           | Pinfari           | 1979            | 1996             | stalowa rodzinna         | ?            | ?               | ?                     | [ 21 ] |
| 20 | Wilde Maus         | ?                 | 1996            | 1997             | stalowa rodzinna         | ?            | ?               | ?                     | [ 22 ] |
| 21 | Galaxia            | Barbisan          | 2008            | 2008             | stalowa rodzinna         | 18,0         | ?               | ?                     | [ 23 ] |
| 22 | Olympia Looping    | Schwarzkopf       | 25 marca 2016   | 28 sierpnia 2016 | stalowa                  | 32,5         | 80,0            | Schausteller Barth    | [ 24 ] |
| 23 | Höllenblitz        | Stein             | 31 marca 2017   | 27 sierpnia 2017 | stalowy spinning coaster | 18,0         | 80,0            | ?                     | [ 25 ] |
| 24 | Olympia Looping    | Schwarzkopf       | 28 marca 2018   | 2 września 2018  | stalowa                  | 32,5         | 80,0            | Schausteller Barth    | [ 26 ] |
| 25 | Teststrecke        | Schwarzkopf       | 30 marca 2019   | 5 września 2019  | stalowa                  | 28,3         | 83,7            | Meyer & Rosenzweig    | [ 27 ] |
| 26 | €uro-Coaster       | Reverchon         | 29 maja 2020    | 6 sierpnia 2020  | stalowa                  | 15,0         | 60,0            | Buwalda & Fackler     | [ 28 ] |
| 27 | Olympia Looping    | Schwarzkopf       | 1 kwietnia 2023 | 28 sierpnia 2022 | stalowa                  | 32,5         | 80,0            | Schausteller Barth    | [ 29 ] |
| 28 | Super 8er Bahn     | Pinfari           | 1997            | październik 2022 | rodzinna stalowa         | 21,0         | ?               | Liliputbahn im Prater | [ 30 ] |

#### Czynne
W roku 2025 w parku znajdowało się 15 czynnych kolejek górskich:
| #  | Nazwa           | Producent                  | Data otwarcia    | Typ                       | Wysokość [m] | Prędkość [km/h] | Właściciel                              | Źródło |
| -- | --------------- | -------------------------- | ---------------- | ------------------------- | ------------ | --------------- | --------------------------------------- | ------ |
| 1  | Auto Bergbahn   | ?                          | 1948             | dziecięca drewniana       | ?            | ?               | Josef Popp                              | [ 32 ] |
| 2  | Hochschaubahn   | ?                          | 1950             | rodzinna drewniana        | 15,0         | 55,0            | Pichl Neue Wiener Hochschaubahn Kremser | [ 33 ] |
| 3  | Boomerang       | Vekoma                     | 1992             | stalowy shuttle coaster   | 35,5         | 75,6            | Dostal                                  | [ 34 ] |
| 4  | Megablitz       | Vekoma                     | 1994             | rodzinna stalowa          | 19,0         | 70,0            | Neufeld                                 | [ 35 ] |
| 5  | Wilde Maus      | Maurer Rides               | 1997             | rodzinna stalowa          | 15,0         | 45,0            | Dallinger                               | [ 36 ] |
| 6  | Dizzy Mouse     | Reverchon                  | 1998             | rodzinny spinning coaster | 13,0         | 46,8            | Liliputbahn im Prater                   | [ 37 ] |
| 7  | Zug des Manitu  | CAM Baby Kart              | 2002             | stalowy mine train        | ?            | ?               | Christian Sittler                       | [ 38 ] |
| 8  | Volare          | Zamperla                   | 2004             | stalowy flying coaster    | 21,0         | 50,0            | Koidl                                   | [ 39 ] |
| 9  | Insider         | Maurer Rides               | 25 sierpnia 2013 | rodzinny spinning coaster | 11,1         | 36,0            | Dallinger                               | [ 40 ] |
| 10 | Race            | SBF Visa                   | 2014             | dziecięca stalowa         | ?            | ?               | Riedl                                   | [ 41 ] |
| 11 | Maskerade       | Gerstlauer                 | 1 maja 2015      | rodzinny spinning coaster | 10,0         | 41,0            | Dallinger                               | [ 42 ] |
| 12 | Gesengte Sau    | Gerstlauer                 | 13 czerwca 2020  | stalowa                   | 24,0         | 60,0            | Dostal                                  | [ 43 ] |
| 13 | Roller Ball     | Ride Engineers Switzerland | 9 lipca 2020     | stalowa                   | ?            | ?               | Kern & Waldmann                         | [ 44 ] |
| 14 | Olympia Looping | Schwarzkopf                | 1 kwietnia 2023  | stalowa                   | 32,5         | 80,0            | Schausteller Barth                      | [ 29 ] |
| 15 | Wiener Looping  | Mack Rides                 | 15 marca 2025    | stalowa                   | 31,0         | 81,0            | Stefan Sittler-Koidl                    | [ 45 ] |